# „Weird Al” Yankovic
Alfred Matthew „Weird Al” Yankovic (n. 23 octombrie 1959, Downey, California, SUA) este un compozitor și producător de muzică american. Este faimos pentru parodiile făcute melodiilor actuale. De la prima lansare în 1979 el a vândut 12 milioane de albume (mai mult decât oricare altul de comedie din istorie), a înregistrat mai mult de 150 de melodii parodiate sau originale și a susținut mai mult de 1.000 de spectacole în direct.

## Discografie
| Numele albumului                                         | Anul lansării |
| -------------------------------------------------------- | ------------- |
| "Weird Al" Yankovic                                      | 1983          |
| "Weird Al" Yankovic in 3-D                               | 1984          |
| Dare to Be Stupid                                        | 1985          |
| Polka Party!                                             | 1986          |
| Even Worse                                               | 1988          |
| "Weird Al" Yankovic's Greatest Hits                      | 1988          |
| UHF - Original Motion Picture Soundtrack and Other Stuff | 1989          |
| Off the Deep End                                         | 1992          |
| The Food Album                                           | 1993          |
| Alapalooza                                               | 1993          |
| Permanent Record: Al in the Box                          | 1994          |
| Greatest Hits Volume II                                  | 1994          |
| The TV Album                                             | 1995          |
| Bad Hair Day                                             | 1996          |
| Running with Scissors                                    | 1999          |
| Poodle Hat                                               | 2003          |
| Straight Outta Lynwood                                   | 2006          |
| The Essential "Weird Al" Yankovic                        | 2009          |
| Alpocalypse                                              | 2011          |

| Single                  | Anul lansării |
| ----------------------- | ------------- |
| You're Pitifulsingle    | 2006          |
| Whatever You Likesingle | 2008          |
| Craigslistsingle        | 2009          |
| Skipper Dansingle       | 2009          |
| CNRsingle               | 2009          |
| Ringtonesingle          | 2009          |

^1The "You're Pitiful", "Whatever You Like", "Craigslist", "Skipper Dan", "CNR" and "Ringtone"  singles were released as digital downloads only.

## Premii și nominalizări
Premiile Grammy
| Anul | Nominalizare           | Premiu                       | Rezultat    |
| ---- | ---------------------- | ---------------------------- | ----------- |
| 1984 | "Eat It"               | Cel mai bun album de comedie | Câștigat    |
| 1985 | Dare to Be Stupid      | Cel mai bun album de comedie | Nominalizat |
| 1987 | Polka Party!           | Cel mai bun album de comedie | Nominalizat |
| 1988 | "Fat"                  | Best Concept Music Video     | Câștigat    |
| 1988 | Even Worse             | Cel mai bun album de comedie | Nominalizat |
| 1988 | "Peter and the Wolf"   | Best Recording for Children  | Nominated   |
| 1992 | Off The Deep End       | Cel mai bun album de comedie | Nominalizat |
| 2003 | Poodle Hat             | Cel mai bun album de comedie | Câștigat    |
| 2006 | Straight Outta Lynwood | Best Surround Sound Album    | Nominalizat |
| 2006 | Straight Outta Lynwood | Cel mai bun album de comedie | Nominalizat |

Discuri de aur și platină
| Înregistrare                        | Aur                   | Platină     | Două de Platină |
| ----------------------------------- | --------------------- | ----------- | --------------- |
| "Weird Al" Yankovic                 | U.S.                  |             |                 |
| "Weird Al" Yankovic in 3-D          | Canada U.S.           | U.S.        |                 |
| "Eat It"It single                   | Australia Canada U.S. |             |                 |
| Dare to be Stupid                   | U.S.                  | U.S.        |                 |
| Even Worse                          | Canada U.S.           | U.S.        |                 |
| "Weird Al" Yankovic's Greatest Hits | Canada                |             |                 |
| Off the Deep End                    | Canada U.S.           | Canada U.S. |                 |
| The Food Album                      | U.S.                  |             |                 |
| Alapalooza                          | Canada U.S.           | Canada      | Canada          |
| Greatest Hits Volume II             | Canada                |             |                 |
| Bad Hair Day                        | Canada U.S.           | Canada U.S. |                 |
| Running With Scissors               | Australia Canada U.S. | U.S.        |                 |
| Straight Outta Lynwood              | U.S.                  |             |                 |
| "White & Nerdy"and Nerdy single     | U.S.                  | U.S.        |                 |

^1The "Eat It" single reached the #1 position on the Australian singles chart in 1984.
^2The "White & Nerdy" single was certified platinum for digital downloads and gold for ringtone downloads in the U.S.